# Social engineering (politicologie)
Social engineering is, in de politicologie en de culturele antropologie, het beïnvloeden van houdingen en sociaal gedrag in een samenleving. Dit kan plaatsvinden door overheden, de media, of andere maatschappelijke groepen.

## Geschiedenis
De Nederlandse industrieel J.C. van Marken introduceerde de term sociale ingenieurs ("social engineers") in een essay in 1894. Het idee was dat moderne werkgevers de hulp van specialisten nodig hadden bij het omgaan met menselijke uitdagingen, net zoals ze technische expertise nodig hadden (traditionele ingenieurs) om niet-menselijke uitdagingen aan te gaan (materialen, machines, processen). De term waaide over naar Amerika in 1899, toen het begrip 'sociale engineering' daar werd geïntroduceerd als de naam van de taak van de sociaal ingenieur in deze zin.
Social engineering was de titel van een klein tijdschrift in 1899 (omgedoopt tot Social Service in 1900) en in 1909 was het de titel van een boek van de voormalige hoofdredacteur van het tijdschrift, William H. Tolman (vertaald in het Frans in 1910). Dit betekende het einde van het gebruik van de terminologie in de zin van Van Marken. Met de The Social Engineer van de Social Gospel-socioloog Edwin L. Earp, gepubliceerd tijdens de "efficiency rage" van 1911 in de VS, kwam een nieuw gebruik van de term in gebruik die sindsdien standaard is geworden: Social engineering kwam te verwijzen naar een benadering van het behandelen van sociale relaties als "machines", die moeten worden behandeld op de manier van de technisch ingenieur.
Door misbruik van social engineering door autoritaire regimes, bijvoorbeeld via propaganda, heeft het begrip soms een negatieve bijklank.